# Coupe du monde de ski de vitesse 2004
Navigation
Édition précédente Édition suivante
La coupe du monde de ski de vitesse 2004 est la 3e édition de la coupe du monde de ski de vitesse. Elle s'est déroulée entre le 9 janvier 2004 à Leysin (Suisse) et le 31 mars 2004 à Hundfjället (Suède). La compétition est mise en place par la fédération internationale de ski où sept épreuves masculines et sept féminines déterminent le vainqueur du globe de cristal (récompense faite au vainqueur).
Les sept étapes ont eu chronologiquement à Leysin, Sun Peaks (Canada), Breuil-Cervinia (Italie) et Hundfjället. Une étape prévue à Salla (Finlande) a été annulé.
La compétition est remportée chez les hommes par l'Italien Simone Origone (vainqueur d'une étape de Sun Peaks et de Cervinia) et chez les femmes par l'Américaine Tracie Sachs (vainqueure toutes les étapes à l'exception de la dernière à Hundfjället).

## Système de points
Chez les hommes, le vainqueur d'une épreuve de coupe du monde se voit attribuer 100 points pour le classement général. Les skieurs classés aux trente premières places remportent des points.
| Place  | 1er | 2d | 3e | 4e | 5e | 6e | 7e | 8e | 9e | 10e | 11e | 12e | 13e | 14e | 15e | 16e | 17e | 18e | 19e | 20e | 21e | 22e | 23e | 24e | 25e | 26e | 27e | 28e | 29e | 30e |
| ------ | --- | -- | -- | -- | -- | -- | -- | -- | -- | --- | --- | --- | --- | --- | --- | --- | --- | --- | --- | --- | --- | --- | --- | --- | --- | --- | --- | --- | --- | --- |
| Points | 100 | 80 | 60 | 50 | 45 | 40 | 36 | 32 | 29 | 26  | 24  | 22  | 20  | 18  | 16  | 15  | 14  | 13  | 12  | 11  | 10  | 9   | 8   | 7   | 6   | 5   | 4   | 3   | 2   | 1   |

Chez les femmes, le système de points diffère. Il n'y a jamais eu plus de huit participantes à l'une des épreuves.
| Place  | 1er | 2d | 3e | 4e | 5e | 6e | 7e | 8e |
| ------ | --- | -- | -- | -- | -- | -- | -- | -- |
| Points | 25  | 20 | 15 | 12 | 10 | 9  | 8  | 7  |

## Classement général
| Rang | Nom              | Points |
| ---- | ---------------- | ------ |
| 1    | Simone Origone   | 510    |
| 2    | Jonathan Moret   | 450    |
| 3    | Philippe May     | 413    |
| 4    | John Hembel      | 390    |
| 5    | Merijn Vunderink | 266    |

| Rang | Nom             | Points |
| ---- | --------------- | ------ |
| 1    | Tracie Sachs    | 170    |
| 2    | Linda Baginski  | 94     |
| 3    | Elena Banfo     | 90     |
| 4    | Ilara Colonna   | 54     |
| 5    | Kati Metsapelto | 42     |

## Calendrier

### Hommes
| Date         | Lieu        | Vainqueur        | Deuxième           | Troisième      |
| 2004         | Leysin      | John Hembel      | Simone Origone     | Jonathan Moret |
| 2004         | Leysin      | John Hembel      | Philippe May       | Marco Colonna  |
| 2004         | Sun Peaks   | Simone Origone   | Jonathan Moret     | Philippe May   |
| 2004         | Sun Peaks   | Jonathan Moret   | Simone Origone     | Kenny Dale     |
| 20 mars 2004 | Cervinia    | Philippe May     | Jean-Louis Metraux | Simone Origone |
| 21 mars 2004 | Cervinia    | Simone Origone   | Marc Poncin        | Philippe May   |
| 30 mars 2004 | Hundfjället | Merijn Vunderink | Jonathan Moret     | Marc Poncin    |

### Femmes
| Date         | Lieu        | Vainqueur       | Deuxième        | Troisième      |
| 2004         | Leysin      | Tracie Sachs    | Elena Banfo     | Linda Baginski |
| 2004         | Leysin      | Tracie Sachs    | Kati Metsapelto | Elena Banfo    |
| 2004         | Sun Peaks   | Tracie Sachs    | Deria Davies    | Linda Baginski |
| 2004         | Sun Peaks   | Tracie Sachs    | Deria Davies    | Linda Baginski |
| 20 mars 2004 | Cervinia    | Tracie Sachs    | Elena Banfo     | Linda Baginski |
| 21 mars 2004 | Cervinia    | Tracie Sachs    | Elena Banfo     | Linda Baginski |
| 30 mars 2004 | Hundfjället | Sanna Tidstrand | Tracie Sachs    | Elena Banfo    |